# July del Río
Norma Álvarez, conocida artísticamente como July del Río, (La Habana; 10 de noviembre de 1940) es una bailarina, cantante, actriz, modelo, productora, coreógrafa de sus propios bailes, y astróloga cubano-estadounidense, que comenzó su carrera primero como modelo en el famoso cabaret Tropicana de La Habana en 1957 bajo la dirección de Rodney (su descubridor). Como primera figura de espectáculos recorrió muchos países, llegando a ser una reconocida vedette en Cuba, México, Canadá, Sudamérica, Centroamérica, Europa, Japón y Estados Unidos. Se retiró para dedicarse a la astrología.

## Biografía
July del Río nació en La Habana el 10 de noviembre de 1940. Fue inscripta como Norma Álvarez (nombre con el que solo la llamarían antes de cumplir los 17 años). Es hija de Caridad y el doctor en medicina Juan Bruno González Travieso, que nunca se casó con su madre ni la reconoció como hija.

## Inicios
Su familia sentía gran devoción católica y la matriculó en un colegio de monjas (Colegio del Apostolado del Sagrado Corazón de Jesús de Marianao), de donde se gradúa de bachillerato y sale casi directo a Tropicana, pues cansada de tanto encierro y restricciones, descubrió su gusto artístico y habilidades para el baile, estudiando con diferentes coreógrafos cubanos.
Fue el reconocido ‘Periodista de las Estrellas’ llamado Don Galaor, quien le presentó al ‘Chansonnier’ Francisco Pacheco, que había regresado de Europa y comenzaba a dedicarse a representar artistas, y éste le sugiere que cambie su nombre para el de July del Río y la lleva a Tropicana para presentársela al mejor coreógrafo del momento, Roderico Neyra, internacionalmente conocido como Rodney, que en ese momento estaba buscando nuevas modelos para su próxima gran producción. Fue también Don Galaor el primero en escribir sobre July del Río en la prensa: «Un nuevo prospecto que ha lanzado Rodney en su línea de modelos para las producciones de Tropicana».  En 1971 cuando recibe la ciudadanía estadounidense oficializa su nombre July del Río.

## Carrera en Cuba
Se inició profesionalmente el 14 de febrero de 1957 (9 meses antes de cumplir los 17 años) debutando en el cabaret Tropicana de La Habana como modelo de la producción "Tambó", donde las figuras principales fueron Celia Cruz, Merceditas Valdés, Paulina Álvarez, Celeste Mendoza, el coro de Paquito Godino y el artista internacional invitado Nat King Cole (en su segunda gran presentación en Cuba). Continuando con otra gran producción titulada "Copacabana", con la vedette Cary Rusy (también llamada Kati Russy) y el cantante Richard Roberson, la primera bailarina Leonela González, la pareja de bailes Ana Gloria y Rolando, igualmente bajo la dirección de “Rodney” el coreógrafo más famoso de Cuba, su descubridor, del que July llegó a ser una amiga muy cercana hasta el momento que éste falleció en México.[cita requerida]
El mismo día que termina las dos producciones de Tropicana, empezó en la compañía del bailarín, coreógrafo y director Alberto Alonso Rayneri en el Show Calipso del cabaret Sans Soucí de La Habana. Era el mes de noviembre de 1957, ya July había cumplido los 17 años. Una tarde en que casualmente ella faltó a un ensayo, se derrumbó una pared del cabaret, lastimando severamente a una modelo y también a Alberto en una pierna. July aprovechó el receso, mientras lo reparaban, aceptando una propuesta del empresario Pepe Delage que la llevó de gira a Caracas, Venezuela, presentándola como solista, en un espectáculo que la estrella era la cantante cubana llamada Piel Canela, que era una figura importante en ese momento en el país suramericano donde se fue a vivir definitivamente.
July le llamó la atención a otro de los más importantes coreógrafos cubanos, Gustavo Roig (hijo del maestro Gonzalo Roig) que solicitó su presencia para su espectáculo en el Cabaret Nacional, de San Rafael y Prado, en los bajos del Teatro Nacional, y a su regreso a Cuba comenzó con él, quien contribuyó en la perfección de su arte.
Su participación en la revista musical “Dos cubanas en Brasil” fue tan destacada que la renombrada revista ‘Show’ del Dr. Joaquín Palma en 1958 le dedica una foto con Raúl Laporte y Nancy Álvarez, y comenta además que el elenco estuvo integrado por dos grandes voces de Cuba: América Crespo y Miguel Ángel Ortiz. 
El productor Humberto Anido, quien fuera además un gran diseñador de modas en Cuba, se la lleva al show del Hotel Casino Capri, donde participó en dos producciones en el Salón Rojo: la primera, "Pimienta y Sal" (desde septiembre de 1959 hasta mediados de abril de 1960) con Fredesvinda García “La Freddy” en su debut profesional bajo la guía del director y arreglista musical Rafael Somavilla, quien entonces dirigía la orquesta del Casino de Capri. En los créditos aparecían la vedette Raquel Mata, los cantantes Rolo Martínez (con quien July tuvo una participación como solista), Isidro Cámara y Kary Russi, la pareja de bailes Mitsuko y Roberto, el Cuarteto de Faxas, con coreografías de Ceferino Barrios.
La segunda producción de Anido en la que participó fue "Ajiaco a la Francesa" (comenzando el 18 de abril de 1959), repitiendo los cantantes Rolo Martínez y La Freddy, y también participaron los cantantes Manolo Torriente, Luis Donald, Raúl D’Mesa; la vedette Nelly Castell, el Cuarteto Rendón, Teresita Ferrán, y los bailarines Clarita Castillo y Néstor Vichot.
July hizo su carrera de modelo en Cuba en solo tres años bajo la tutela de los mejores coreógrafos del espectáculo en aquella época, saliendo con frecuencia en muchísimas revistas y periódicos de La Habana. Era tan joven cuando comenzó su carrera artística, que le negaron el carné de artista alegando su poca edad, lo cual era verdad pues solo contaba 16 años, pero no era un impedimento para otros, por lo que fue un extremismo de un ejecutivo. Testigos de la época han comentado que July del Río fue la modelo realidad-ficción que el laureado escritor Guillermo Cabrera Infante reflejó su vida en el reconocido libro “Tres tristes tigres”, porque los que la conocieron íntimamente se dieron cuenta de que en la famosa novela la retrataban tal cual como fue.

## Carrera en México
Se va definitivamente de Cuba el 29 de junio de 1960 rumbo a México, con dos maletas y $150.00 que era lo único que el gobierno de los Castro le permitían sacar. En el país azteca volvió a incorporarse nuevamente al elenco de Tropicana en el exilio, con Rodney en la dirección artística, presentándose en El Señorial del DF, que pertenecía a Don Ricardo Almada y sus hijos Mario Almada (actor) y Fernando, quienes se estaban destacando en el mundo de los negocios y recién comenzaban en la industria del cine mexicano donde serían muy conocidos como los hermanos Almada.
También con la compañía de Tropicana bajo la dirección de Rodney, en el mes febrero de 1961, viajaron a la playa de Veracruz, México, participando de las fiestas del carnaval de esa ciudad, después de haber disfrutado de una noche encantadora en un Night Club al aire libre en esa playa, llamado El Jardín, junto a Rubén Ríos “Míster Pachanga” cuando la popularidad del nuevo ritmo cubano atravesó fronteras en su voz.
En México también actuó en un centro nocturno llamado La Terraza Casino, situado en la Avenida Insurgentes, donde estuvo acompañada por Ana Luisa Pelufo y Raúl Ramírez. Viviendo 5 años de su vida hasta 1964.
Allí conoció al cineasta español Carlos Velo Cubela quien fue su mentor, que la puso a leer todos los clásicos y hasta le asignó un chofer, para que fuera a estudiar a la Academia de Seki Sano. Años después, estudió y se graduó como astróloga en la Escuela de Astrología de la Gran Fraternidad, Fundación Dr. Serge Raynaud de la Ferriére.
Fue contratada en 1969 para una producción dirigida por los bailarines y coreógrafos cubanos Roberto y Mitzuco, que se desplazaron hasta Miami buscando artistas para una nueva producción, y escogieron a July para que fuera la vedette del espectáculo.
Fue en México donde se destacó además como coordinadora general de teatro, escenógrafa e iluminación, siendo reconocida en 1985 por la Unión de Críticos y Cronistas de Teatro (UCCT) de México.
A pesar de estar evolucionando en su carrera se le presentaron contratiempos que la obstaculizaron por temporadas, como cuando se encontraba actuando en El Señorial de México DF, que Carlos Amador, que era el productor del espectáculo le dijo al coreógrafo Rodney que tenía que quitarla del show, porque Ana Bertha Lepe, que sería la nueva figura, así lo exigía porque temía que July le hiciera sombra con su cuerpo espectacular. Y July se quedó sin empleo un tiempo hasta que terminaron el contrato con La Lepe, que no se lo renovaron.
Pero los obstáculos la convirtieron en un ser más fuerte para luchar, tratando de sobrevivir en un mundo lleno de falsos profetas. A cambio de las decepciones, aprendió a ser más selectiva, y en su camino tuvo la suerte de que aparecieran muy buenas amistades que favorecieron no solo su carrera sino su vida, como el actor y director de cine Emilio “El Indio” Fernández, que hasta le ofreció matrimonio y la llevó a la filmación de "La Bandida" y allí le presentó a diva mexicana María Félix. La famosa compositora mexicana Lolita de la Colina, quien ha sido su amiga le dedicó su canción “Dos Amores”.Llegó a ser la mejor amiga del coreógrafo Rodney, era ella la curaba sus manos con violeta genciana pues él tenía lepra, y lo acompañó al hospital junto a otros colegas cuando lo operaron de una úlcera que se le reventó, y por lo cual falleció. Y la vedette Ninón Sevilla, quien adoptó a México como su segunda patria, además de mejor amiga, fue su madrina.

## Giras internacionales
En abril de 1961 el Show de Tropicana viaja a Estados Unidos, contratados para el “Teatro Puerto Rico” en la ciudad de New York y el Teatro Senate de Chicago, donde actuaron con un elenco de primera como Sonia Furió y Rubén Ríos “Míster Pachanga” que fueron las figuras estelares, participando los grandes cantantes cubano Chamaco García, Ana Margarita Martínez Casado, Encarnita Durán, La Freddy, el comediante Pepe Miller, el cuarteto Los Cafros, Laura Alonso, la pareja de bailes Rebeca junto a Jorge Martínez y todo el cuerpo de bailes y bellas modelos, pero Rodney no le conceden visa por encontrarse enfermo con lepra, y del Río se queda en México cuidándolo. Aunque July trató de conseguirle una visa para trabajar, todos sus trámites fueron infructuosos.
Cuando el elenco de la revista de Tropicana, todavía en EE.UU, esperaban visa para continuar hacia el Ecuador, el primer punto a visitar en una gira suramericana, los sorprende la invasión de Bahía de Cochinos en Cuba y les niegan la entrada a todos los cubanos que estuvieran residiendo fuera de la isla, por lo que tienen que volver a México. Y vuelven a unirse a Rodney que junto a July estaba preparando un nuevo espectáculo en el Señorial de Ciudad México.
Estando trabajando en El Señorial, ensayando para el Show de Nat King Cole, sorpresivamente muere Rodney en 1962, después de una infructífera intervención quirúrgica.
Charlie Seigler, periodista y fotógrafo cubano que trabajó para la afamada revista Bohemia en Cuba, era la mano derecha de Rodney en México. Cuando el coreógrafo falleció dejando muchas deudas por pagar y contratos pendientes, Charlie tomó el mando de la compañía y para tratar cumplir los compromisos contraídos y liquidar las cuentas, se llevó a todo el elenco de Tropicana que trabajaban en El Señorial de México D.F. a una gira por Argentina, presentándose en Córdoba, Rosario y Buenos Aires, donde mantenían dos espectáculos diarios, uno en el Teatro Presidente Alvear de la Avenida Corrientes y otro en el Cabaret Empire (en la esquina de Corrientes y Esmeralda), y también en televisión.
En ese grupo estuvieron la vedette panameña Zaima Beleño, quien había residido desde pequeña en Cuba donde se formó artísticamente, y Zulma Faiad que era modelo y allí se inició en el cabaret.
Después viajaron al Perú, trabajando en el Embassy Night Club en Lima, donde las estrellas principales fueron Olga Guillot y la cantante Freddy. Gracias a Charlie Seigler, pudieron cumplir con todos los compromisos, y después cada cual fue por su lado, tomando diferentes caminos, de esta manera finalizaron "Las Clásicas Revistas de Tropicana por el mundo de Rodney".
July vivió hasta 1964 en el D.F., de donde partió a Nueva York, regresando después varias veces a México, por trabajo, estudios y placer.

## Carrera en Estados Unidos
Dos grandes figuras internacionales contribuyeron mucho a orientarla en el mundo del espectáculo: la vedette Ninón Sevilla y Olga Guillot, considerada la 'Reina del Bolero' a nivel internacional. Esta última fue la que le firmó un affidavit (garantía jurada de sostenimiento económico) para poder entrar a EE. UU. con una visa de inmigrante y así poder ajustar su estatus de residente permanente, pudiendo arribar a Nueva York en 1964 y hasta la recomendó a su amigo el pianista, compositor y productor Facundo Rivero, que había sido el descubridor de Olga en Cuba en 1945 y que es el primero en lanzar a July de Río como solista del espectáculo en Estados Unidos.
Primero en Nueva York comenzó trabajando en Los Violines Night Club. La acompañaban al piano los amigos pianistas y compositores Bobby Collazo, Roberto Lozano y una señora mexicana llamada María que tocaba el piano con guantes para no agarrar gérmenes en sus manos.
Trabajó además con otros coreógrafos y productores, como en la revista de Willy Vanders, que en 1965 la llevó en una larga gira por un año desde Nueva York a Europa, participando en el Festival de San Remo, Italia. Viajando desde Estados Unidos a España en el barco “El Covadonga”, que ya se encontraba muy viejo, y donde aprovechaban el tiempo de la larga travesía ensayando en la cubierta, hasta desembarcar en Asturias y de ahí en un autobús a Madrid y a otras provincias (como Zaragoza, Murcia, Alicante). En esa gira compartió escena con Elena Castellano, Efrén Rodríguez, Miriam Ojeda y otros.
Volvió a España en el año 1965, ofreciendo una emocionante presentación para los soldados americanos que se encontraban en la Base Aérea de Morón, aproximadamente a 35 millas (56 km) sureste de la ciudad de Sevilla, contratada por el empresario artístico de apellido Cortez que fuera agente del cantante español Raphael.
Al regresar de España, el productor Vanders se la lleva a realizar temporadas en el cabaret Tropicoro del Hotel San Juan, en la capital de Puerto Rico, y a Chicago, Illinois, en un hotel de primera categoría en Logan Square Beach.
Conoció 11 países y 30 ciudades no solo por trabajo, también en viajes de placer.

## Carrera como solista del espectáculo
Por recomendación de su amiga Olga Guillot al productor y director Facundo Rivero, se le presentó su primera oportunidad como solista fuera de Cuba, actuando en el Johnny’s 88 Night Club-Lounge, de la calle 36 del N.W., entre 27 y 28 Ave, de la ciudad de Miami, en la revista musical “La Comparsa” con Olga Melody, Janet Gómez, María Power y las actuaciones especiales de Mirtha de la Uz, Carmen Lastra, Otilio del Portal, Sidney Reyes, Pablo Nicksel y la mejor orquesta de Miami bajo la dirección de Willie Vega. El mismo Facundo Rivero le montó un repertorio especial con muchas canciones de su autoría. En ese lugar trabajó en la producción de “6 Lindas Cubanas”, estrenada el 31 de diciembre de 1966, donde alternó con “Míster Pachanga”.
Después regresa con Gustavo Roig, que la presenta en el Shelborne South Beach Hotel, donde por años se celebraron los concursos de Miss America y Miss Universo.
De esa época aparece en las páginas de Spotlight Internacional una foto de ella tomada en el salón “La Ronda” del Hotel Fountainebleau de Miami Beach, donde triunfó la producción “Carnival” dirigida y montada por Gustavo Roig, donde participaron además Alberto Soroa, Bárbara Alonso, Jorge Bauer, Efrén Rodríguez, Carmita González, entre otros.
Tuvo además presentaciones como solista en Miami Beach, en el Fontainebleau Hotel, lugar donde se presentara en conciertos Frank Sinatra; y especialmente en el antiguo Tabu Night Club donde el actor y productor Néstor Cabell que estaba al frente de ese centro conjuntamente con su esposa la cantante y actriz María Luisa Chorens la ayudaron mucho, igual que el gran maestro Armandito Navarro, encargado de la coreografía y dirección, y que también la dirigió en dos presentaciones en Miami's Copacabana Nightclub & Bar, de la Calle 8, frente al restaurante Versalles y la llevó de gira en sus producciones a Panamá; San José, Costa Rica y Guayaquil, Ecuador.
De aquí salta a una etapa intermitente pero muy fructífera con la compañía de Manolo Torrente y Freddy Manjón conocida internacionalmente como Latin Fire Follies.
El maestro Julio Gutiérrez la fue a buscar para contratarla como estrella exclusiva de sus espectáculos, como en la revista “Damas Sensuales” del Eden Roc Harry's American Showroom, permaneciendo por cuatro años bajo su tutela. Es muy recordada la salida a escena de July del Río junto al gran cantante y actor Chamaco García casi desnudos con el famoso "Je t'aime”, una de las canciones más eróticas. Después de cuatro años en las producciones dirigidas por el afamado maestro Julio Gutiérrez, siguió con el Latin Fire Follies.

## Vedette exclusiva de Latin Fire Follies
Participó una temporada con el show Latin Fire Follies, que fue un espectáculo concebido y dirigido por Freddy Manjón y Manolo Torrente, que contaba con 16 artistas entre bailarines, modelos y comediantes, siendo July la vedette exclusiva. En 1970 estuvieron contratados para actuar en el Continental Room del Hotel Thunderbird de Las Vegas, Nevada, y lo mismo en el show del Queen Elizabeth Hotel, de Canadá.
July al principio solamente pudo trabajar con ellos el primer año, pues tenía otros compromisos previos, como con el portorriqueño Héctor De San Juan, para presentarse en República Dominicana en el show “De Cuba les Traigo un Son”, en el Hotel Jaragua de Santo Domingo, (llamado en el siglo XX como Renaissance Santo Domingo Jaragua Hotel & Casino), que en el elenco se encontraban el guapachoso Rolando Laserie, la bolerista Blanca Rosa Gil, cuarteto Los Rivero, y el percusionista estrella Patato Valdés [quien tocó en 1956 la tumbadora para la actriz Brigitte Bardot en el filme “And God Created Woman” (Y Dios creó a la mujer), del director francés Roger Vadim], y entre otras atracciones con modelos y bailarinas, unos 30 artistas de primera categoría en el escenario.
Terminando este compromiso de 6 meses en Santo Domingo, volvió con el Latin Fire Follies para cumplir con el contrato de Japón como estrella principal en el hotel Fujiya de Hakone, un suburbio de la capital Tokio, y en las populares ciudades Atami, Yokohama y Kamakura. Allí July presentaba el show en japonés y cantó en cuatro idiomas (español, inglés, portugués y japonés).
De la misma forma, con los Latin Fire Follies, fue la solista en el hotel Konover de Ocean Dr y la 54th St, Miami Beach, y en varias ciudades de los Estados Unidos. Y se fue en otra gira a Suramérica actuando en el hotel Tamanaco de Caracas y casi toda Venezuela; en el salón Moserrate del hotel Tequendama de Bogotá, Colombia.
Llegó a ser llamada “La Sofía Loren cubana”, por el increíble parecido con la famosa actriz italiana con la que ha sido confundida hasta por la prensa en inglés, y porque las dos fueron figuras del espectáculo que traspasaron fronteras para orgullo de sus respectivos países. Primeramente, así la nombró un periodista norteamericano que escribía para la revista especializada en espectáculos en inglés llamada ‘Variété’ cuando trabajaba con la producción Latin Fire Follies en el Chateau Madrid, uno de los más renombrados Night Clubs de New York. También lo escribió el escritor de entretenimiento Dan Lewis en el New York Times, 1 de agosto de 1973: «It features a pretty, well-endowed singer named July Del Rio, who bears a striking remembrance to Sophia Loren». («Cuenta con una bonita y bien dotada cantante llamada July Del Río, que guarda un recuerdo impactante con Sofía Loren»). Y el locutor y declamador de apellido Guerrero así la presentaba. 
También le llamaron “Una mujer de fuego” cuando participó en la revista “Latin Fire Follies” de Manolo Torrente y Freddy Manjón en Las Vegas, Nevada.

## Estudios
Graduada de bachillerato en Cuba, estudió baile con coreógrafos cubanos y con una profesora de baile francesa.
Participó en clases de actuación en la Academia de Seki Sano México D.F., del director teatral japonés Seki Sano, alumno de Stanislavski.
Estudió por 5 años en la Escuela de Astrología de la Gran Fraternidad, fundación de Serge Raynaud de la Ferriére, en México, donde recibió sus diplomas de astrología, más la técnica de interpretación y cálculos.
También se graduó de Electrocardiografía (ECG/EKG del corazón), aunque nunca lo ejerció. y se certificó como Ceramista Profesional (del que posee su diploma).

## Actriz y presentadora
Ha participado como actriz en el cine, la televisión, y principalmente en el teatro. Se destacan las comedias expuestas en Miami “Yo le temo a las mujeres”, escrita por Pedro de Pool y dirigida por Miguel Ángel Herrera, quienes también actuaban junto a las actrices Martha Casañas, Miriam Blanco y la propia July, presentada en el estreno del vodevil de medianoche del teatro La Comedia II, de la ciudad de Miami.
El actor, escritor y director cubano Mario Martín la dirigió en “¡Luna de miel! ... 25 años después”, «¡Luna de miel! ... 25 años después», obra original de Francoise Dorín adaptada por el director Mario Martín, con una producción de Ernesto Alberto Capote, donde participaron además de July del Río en el papel de ‘Georgette’, Rafael Correa, Sergio Doré Jr., Cristina Coego, Marta Casañas, estrenada en la Sala Teatro La Comedia #1, de la ciudad de Miami, año 1979.
También en “Somos sexys... ¿pero nerviosas?”; y actuó además en la obra  “Cada quien en su vida”, de Luis G. Basurto, en México. D.F.
Fue la presentadora de su propio show musical, “Esta tarde, July”, en 1982, donde participaron artistas invitados como Chamaco García, René Muñoz “Fray Escoba”, Flor D’Loto, junto a muchos otros, como la vedette internacional Ninón Sevilla. Este show le ganó un prestigioso reconocimiento de la ACRIN (Asociación de Críticos de Norteamérica)}}.

## Filmografía
- Las pecadoras (1968). Director: Alfonso Corona Blake. Libreto: José Díaz Morales (adaptación), Alfredo Varela (adaptación), con los artistas Rogelio Guerra, Carlos Agostí, Walter Buxo, Isela Vega, Norma Lazareno, José de San Antón, etc.[23]
- Noches prohibidas (1969). Director: José Díaz Morales, con las actuaciones de: Libertad Leblanc, Carlos Estrada, Jeddu Mascoretto, Miguel Ángel Álvarez y July del Río.[nota 3]
- Rumberas y Vedettes, (2013) documental escrito, dirigido y producido por Jennifer Molina. Una historia sobre mujeres que fueron principalmente desde La Habana a México y bailaron llegando al estrellato brevemente en el cabaret y el cine mexicano durante las décadas de 1940 y 50. Su influencia en la cultura popular nunca fue muy reconocida como otras formas de arte, principalmente la música de Cuba. La popularidad de las Vedettes / Rumberas fue de corta duración y llegó a su fin con el inicio de la revolución cubana.[24]

## Televisión
July del Río debutó como actriz en televisión en 1961, en la telenovela mexicana de 60 episodios “La brújula rota” (1961), bajo la dirección de Manolo Calvo y producida por Ernesto Alonso, que se transmitió por Telesistema Mexicano. Estaba protagonizada por Jorge Mistral y Ariadna Welter, y la participación antagónica de Guillermo Zetina, además de José Gálvez, Elda Peralta, Andrea Palma, Elsa Cárdenas, Emilio Brillas, Madaleine Vivo, entre otros, haciendo July el papel de una fotógrafa.
Trabajando bajo la dirección artística de Rodney llevó el espectáculo de Tropicana a la Televisión Mexicana, en el show del cantante mexicano Pedro Vargas.
Con el elenco de Tropicana en el exilio bajo la dirección del periodista y empresario Charlie Seigler, se presentaban en el Canal 13 de Televisión en Argentina, fundado por el cubano Goar Mestre.

## Premios y reconocimientos
- Premios ACCA por actuación.
- Premio Salvador Novo por Revelación en Escenografía e Iluminación 1985, concedido por la Unión de Críticos y Cronistas de Teatro (UCCT) de México, por la obra ‘Aire Frío’ de Virgilio Piñeira, que se estrenó en el Teatro Independencia del IMSS del D.F., siendo la coordinadora general del espectáculo, creadora de la escenografía y la luminotecnia conjuntamente con Marta Yolanda Zubiaga.[25]
- Premio ACRIN (entregado por su creadora Lourdes Montaner) por el “Concierto esta tarde July”.
- Premiada como Vedette Internacional (1971, 1973, 1976, 1977).[26]
- Premiada por la obra «Cada quien su vida», en México. D.F.[12]

## Su foto en portadas de revistas
- Teve Latino, del 27 de agosto al 2 de septiembre de 1978 - «Véala en Somos sexys pero nerviosas».
- Teve Guía, Programas de Televisión: Radio, cine, cabarets, mes de diciembre 15 al 21, 1972.
- Teve Latino, año V, 19 de diciembre de 1971, No 51;
- Revista Réplica, en dos oportunidades, la primera el 2 de octubre de 1970, Año 5 - No 199; y la segunda el 24 de julio de 1979, artículo Las supersticiones de July del Río, vea más en la página 32.
- Vegas Visitor, Vol 5 No 2, July 3 thru 9, 1970, front page T'Bird Imports Latin Lovelies. T'Bird "FIRE".  Delectable July del Río stars in the Lavish new edition of "Latin Fire 71" now appearing at the Thunderbird Hotel.
- Un póster gigante de July del Río y una reseña apareció en la Revista «Su Otro Yo», semanario de espectáculos N.º 27, (México).
- Key Magazine. This Week in Miami Beach, Vol 13 No 36, July 15, thru July 21, 1967. Latin Scandals, Story on page 4.
- Bellezas N.º 203 (México).

## Vida personal
Sostuvo un breve romance con el Comandante Camilo Cienfuegos.
Se va definitivamente de Cuba el 29 de junio de 1960 rumbo a México. En 1964 parte hacia Nueva York. En 1967, se muda definitivamente a Miami, cuando comenzó a llegar la familia desde Cuba, primero un hermano, después vino su padre con su madrastra y hermana, vía Jamaica.
No tuvo hijos.
Regresó a Cuba a ver a su madre y familia en cuanto el gobierno de Castro se lo permitió en 1979, casi veinte años después de haberse marchado, volviendo una vez más en 1984, acompañada por su madrina, Ninón Sevilla.
Se retira del espectáculo a los 45 años de edad, dedicándose de lleno a su nueva profesión de astróloga desde 1986, por la que había estado preparándose por un lustro.
Cuando decidió retirarse de los escenarios ofreció un concierto en el antiguo Copacabana de la Calle 8, frente al restaurante Versalles, de la ciudad de Miami, el domingo 28 de septiembre de 1986 con el show "July del Río agresivamente suave", donde participaron muchos artistas invitados de renombre como Chamaco García, el maestro Roberto Lozano, y la invitada de honor Carmen Lastra, entre muchos otros.
Después que se retiró solo ha ofrecido contadas entrevistas, entre las que se destacan la publicada por la reconocida novelista Zoé Valdés a quien le afirmó que no le causaba pudor el desnudo artístico, y que practicaba el amor libre. Y la entrevista que le dio a Rubén Ríos “Míster Pachanga” para su blog.
Ha participado en la filmación del documental «Rumberas y Vedettes» (2013) escrito, dirigido y producido por Jennifer Molina; y en el programa de televisión del cantante, compositor, dramaturgo, animador, locutor y director Pedro Román (TeleMiami 2017); y ofrecido una entrevista exclusiva con la periodista y escritora María Argelia Vizcaíno para su libro «Camilo Cienfuegos: ¿Desaparecido o lo desparecieron?», ISBN 9781545101315, donde en la portada aparece la foto inédita de la vedette July del Río con el Comandante Camilo Cienfuegos (vea la bibliografía); y para la recopilación y la clasificación de sus fuentes biográficas, corrigiendo todos los datos equivocados que se han publicado sobre su vida (enero, 2018).